# Траппер-Крік (Аляска)
Траппер-Крік (англ. Trapper Creek) — переписна місцевість (CDP) в США, в окрузі Матануска-Сусітна штату Аляска. Населення — 499 осіб (2020).

## Географія
Траппер-Крік розташований за координатами 62°20′40″ пн. ш. 150°23′56″ зх. д. / 62.34444° пн. ш. 150.39889° зх. д. (62.344511, -150.398780).  За даними Бюро перепису населення США в 2010 році переписна місцевість мала площу 849,09 км², з яких 828,47 км² — суходіл та 20,63 км² — водойми.

## Демографія
Згідно з переписом 2010 року, у переписній місцевості мешкала 481 особа в 225 домогосподарствах у складі 130 родин. Густота населення становила 1 особа/км².  Було 499 помешкань (1/км²).
Расовий склад населення:
| - 86,5 % — білих - 6,4 % — корінних американців - 1,0 % — азіатів - 0,4 % — чорних або афроамериканців |

До двох чи більше рас належало 5,6 %. Частка іспаномовних становила 1,0 % від усіх жителів.
За віковим діапазоном населення розподілялося таким чином: 20,0 % — особи молодші 18 років, 67,1 % — особи у віці 18—64 років, 12,9 % — особи у віці 65 років та старші. Медіана віку мешканця становила 48,0 року. На 100 осіб жіночої статі у переписній місцевості припадало 111,0 чоловіків;  на 100 жінок у віці від 18 років та старших — 113,9 чоловіків також старших 18 років.
Середній дохід на одне домашнє господарство  становив 44 210 доларів США (медіана — 23 125), а середній дохід на одну сім'ю — 63 008 доларів (медіана — 71 071). За межею бідності перебувало 21,8 % осіб, у тому числі 21,6 % дітей у віці до 18 років та 10,6 % осіб у віці 65 років та старших.
Цивільне працевлаштоване населення становило 134 особи. Основні галузі зайнятості: освіта, охорона здоров'я та соціальна допомога — 17,2 %, роздрібна торгівля — 16,4 %, будівництво — 16,4 %.